# فرودگاه بین‌المللی نوریچ
فرودگاه بین‌المللی نورویچ (به انگلیسی: Norwich International Airport) یک فرودگاه همگانی مسافربری با کد یاتا NWI است که یک باند فرود آسفالت و بتن دارد و طول باند آن ۱۸۴۱ متر است. این فرودگاه در شهر نوریچ کشور انگلستان قرار دارد و در ارتفاع ۳۶ متری از سطح دریا واقع شده است.